# نورثروب إف-5

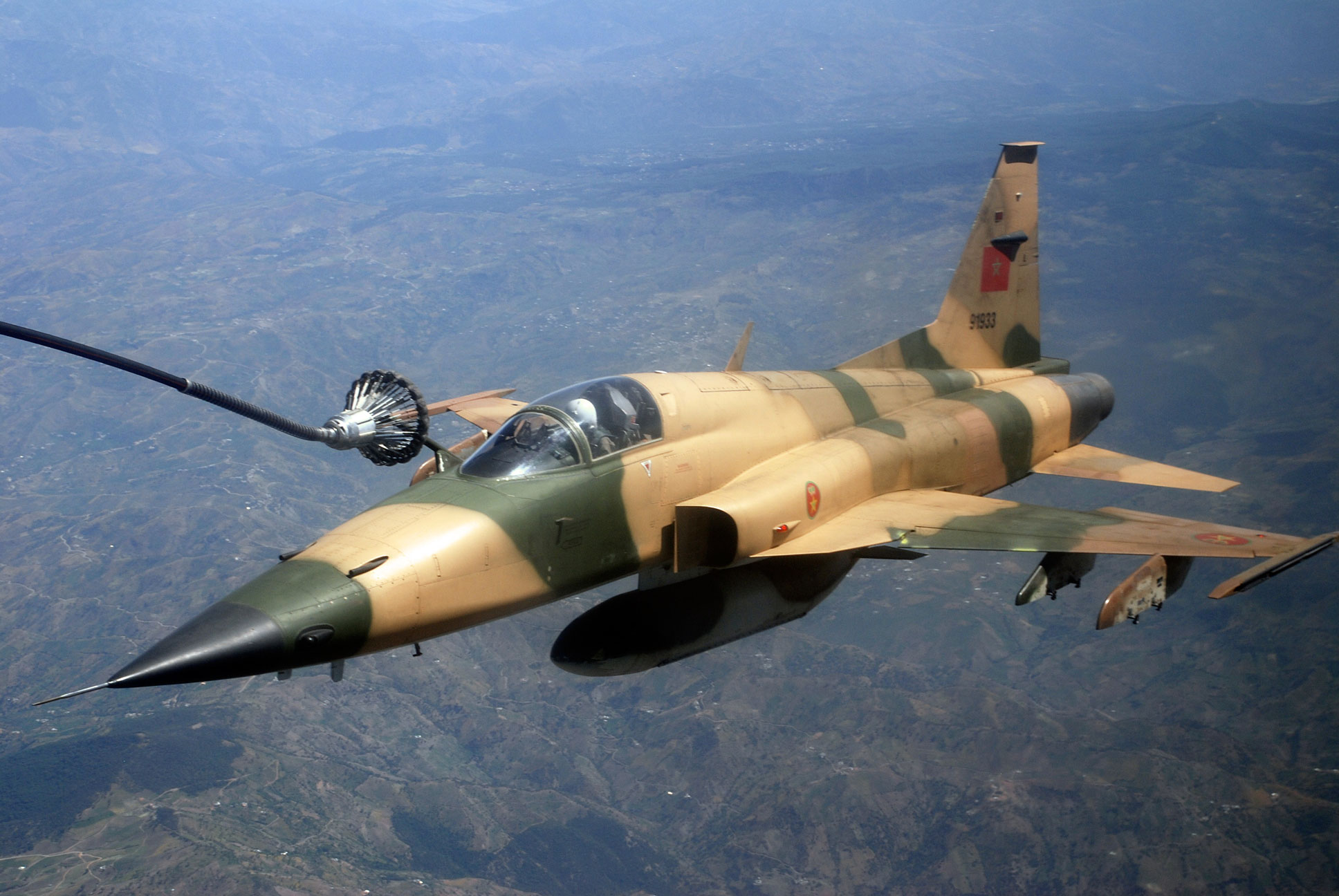
طائرة إف-5 تابعة للقوات الجوية المغربية تتزود بالوقود جوا

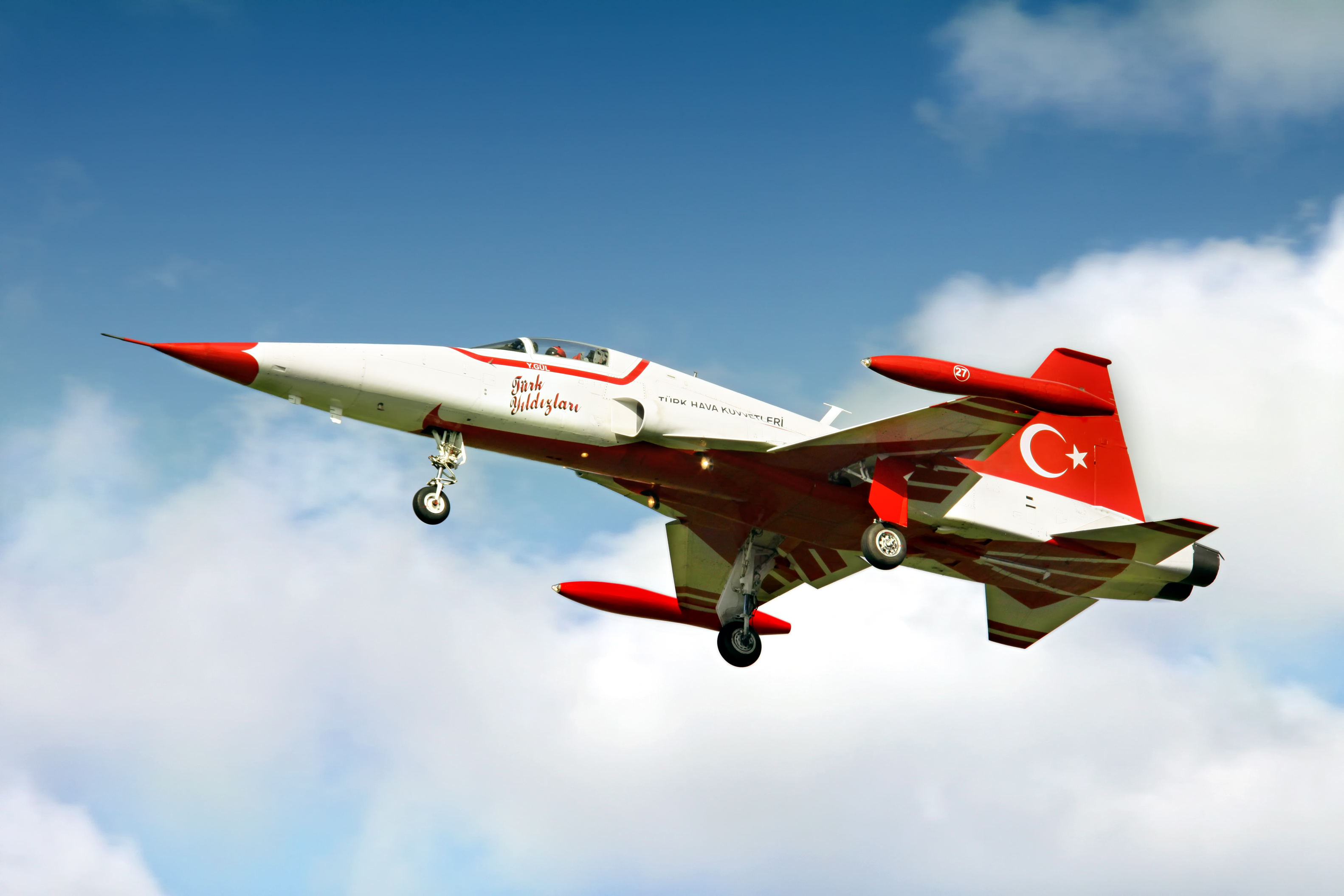
طائرة إف-5 تابعة للقوات الجوية التركية

نورثروب إف-5 (بالإنجليزية: Northrop F-5)، هي سلسلة من الطائرات المقاتلة الخفيفة الأسرع من الصوت، طورتها شركة نورثروب الأمريكية كمشروع خاص في أواخر خمسينيات القرن العشرين. تضم السلسلة نموذجين أساسيين: الطراز الأول إف-5إيه وإف-5بي المعروف باسم "فريدوم فايتر"، والنسخة المطورة إف-5إي وإف-5إف المعروفة باسم "تايغر 2". تمحور تصميم الطائرة حول مبدأ البساطة والفعالية، حيث جرى بناء هيكل صغير عالي الكفاءة الديناميكية الهوائية، يعتمد على محركين مدمجين من طراز جنرال إلكتريك J85 ذوي قوة دفع عالية، مع التركيز على الأداء وسهولة الصيانة وانخفاض التكاليف. وقد جعلها حجمها المدمج وبنيتها المبسطة أقل تكلفة من نظيراتها مثل إف-4 فانتوم 2، مما جعلها خيارًا مثاليًا للتصدير إلى العديد من الدول.
ورغم تصميمها في الأصل كمقاتلة للسيطرة الجوية في ظروف النهار، أثبتت إف-5 قدرتها أيضًا على تنفيذ مهام الهجوم الأرضي بفعالية. دخلت الخدمة في أوائل الستينيات، وجرى تصنيع أكثر من 800 طائرة من طراز إف-5إيه حتى عام 1972 لصالح حلفاء الولايات المتحدة خلال الحرب الباردة. وعلى الرغم من أن سلاح الجو الأمريكي لم يكن بحاجة إلى مقاتلة خفيفة آنذاك، فقد اعتمد طائرة التدريب تي-38 تالون، المشتقة من تصميم طائرة نورثروب N-156، بعدد بلغ حوالي 1,200 طائرة.
وفي عام 1972، أطلقت نورثروب الجيل الثاني من هذه المقاتلة بعد فوزها في "المسابقة الدولية للطائرات المقاتلة"، التي هدفت إلى تزويد حلفاء الولايات المتحدة بطائرات فعالة ومنخفضة التكلفة. جاءت إف-5إي "تايغر 2" بمحركات أقوى، وخزانات وقود أكبر، وجناح أوسع مع امتدادات محسّنة للحافة الأمامية لتعزيز المناورة، فضلًا عن إمكانيات التزود بالوقود جوًا، ورادار مخصص للقتال الجوي، ونظم إلكترونيات طيران مطورة. استُخدمت هذه الطائرة بشكل واسع من قبل الدول الحليفة، ولا تزال نسخ منها في الخدمة لدى القوات الأمريكية لأغراض التدريب والمحاكاة القتالية، لاسيما في مجال محاكاة الخصوم الجويين، حيث كان أكثر من 400 طائرة نشطة في الخدمة حتى عام 2021.
وشملت العائلة أيضًا نسخة استطلاعية متخصصة تحت اسم "آر إف-5 تايغر آي". كما شكل تصميم إف-5 أساسًا لعدد من المشاريع المستقبلية، بما في ذلك تطوير طائرة واي إف-17 التي قادت إلى تصميم المقاتلة البحرية إف/إيه-18. أما الطراز إف-20 "تايغرشارك"، فقد كان نسخة محسّنة من إف-5إي، لكنه لم يدخل الخدمة نتيجة غياب الاهتمام الدولي به، وتم إلغاء البرنامج في نهاية المطاف.

وبالمجمل، تجاوز إنتاج طائرات إف-5 وطائرات التدريب تي-38 أكثر من 3,800 وحدة، تم تجميعها في منشآت نورثروب في هوثورن، كاليفورنيا.

رسم بياني لطائرة إف-5

## الأهداف التكتيكية والاستراتيجية
- القيام بهجمات وغارات على أهداف أرضية
- مهاجمة الطائرات الأخرى

## التكلفة
تكلفة الطائرة الواحدة في حدود 2,1 مليون دولار

## الخصائص
- الطاقم: 1 أو 2 (حسب النوع)
- الطول: 14.45 م
- طول الجناح: 8.13 م
- الارتفاع: 4.8 م
- مساحة الجناح: 17.28 م²
- الوزن الخالي: 4349 كغ
- الوزن الإجمالي: 7157 كغ
- الوزن عند الإقلاع: 11214 كغ

## المستخدمون

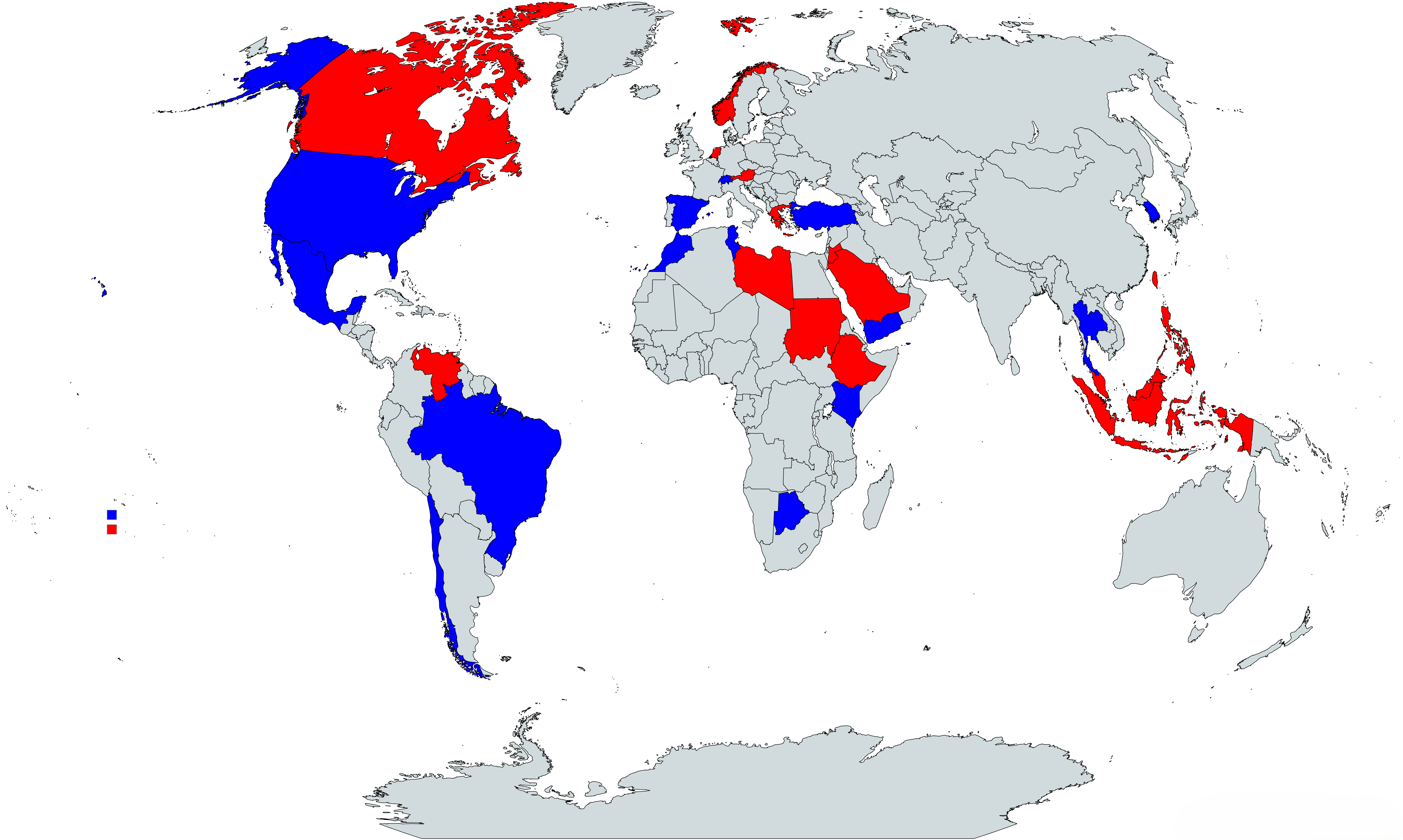
الدول التي تستخدم طائرة إف-5

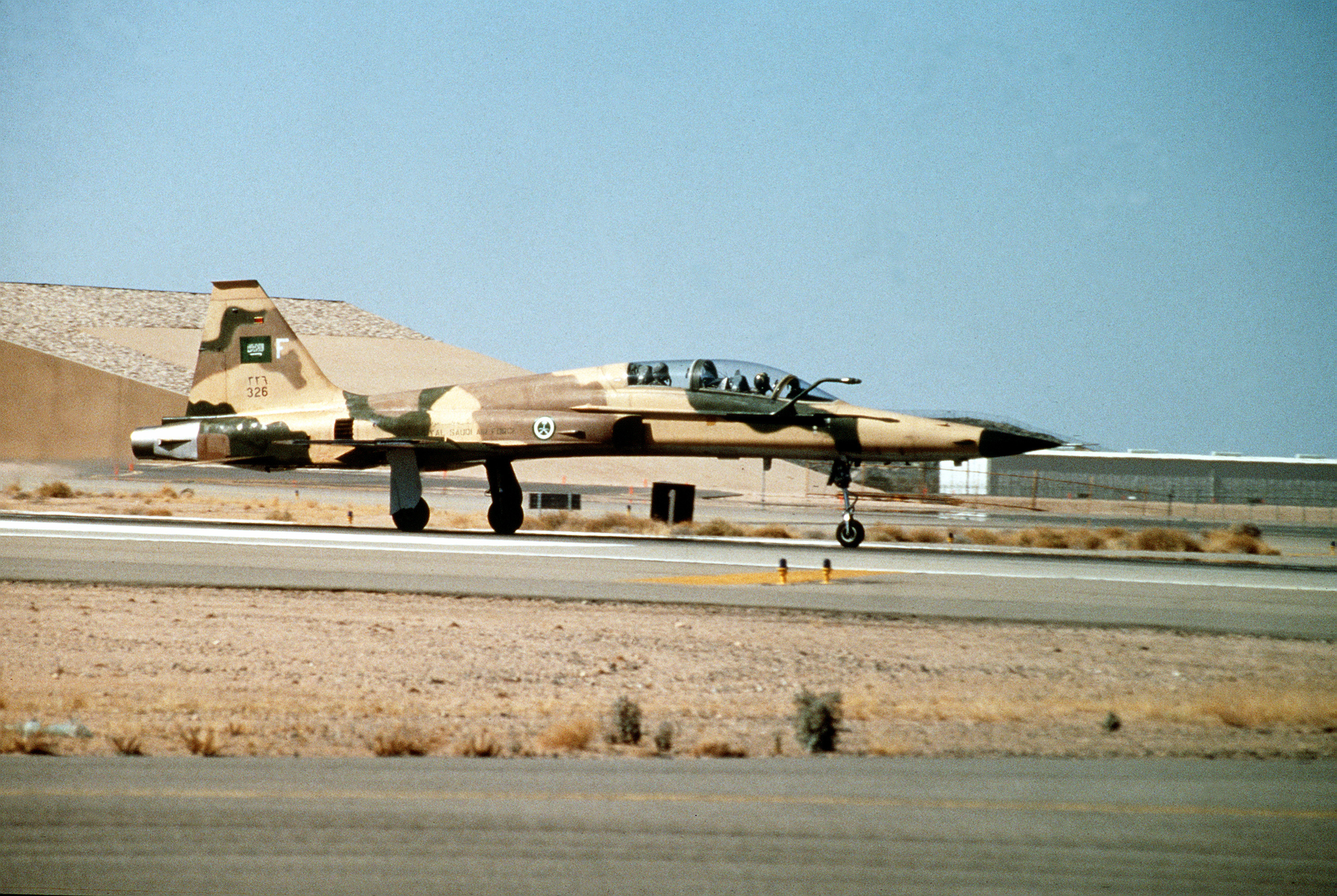
نورثوب إف-5 في السعودية

### المستخدم الأساسي
- الولايات المتحدة
  - القوات الجوية الأمريكية
  - البحرية الأمريكية

### المستخدمون
- البحرين
- تونس
- المغرب
- ليبيا
- السعودية
- السودان
- الأردن
- اليمن
- تركيا
- بوتسوانا
- النمسا
- البرازيل
- تشيلي
- كندا
- تايوان
- إثيوبيا
- اليونان
- إندونيسيا
- هندوراس
- إيران
- كينيا
- كوريا الجنوبية
- المكسيك
- هولندا
- ماليزيا
- الفلبين
- النرويج
- إسبانيا
- سنغافورة
- فيتنام
- سويسرا
- تايلاند
- فنزويلا

## نورثروب آر إف-5إي عين النمر

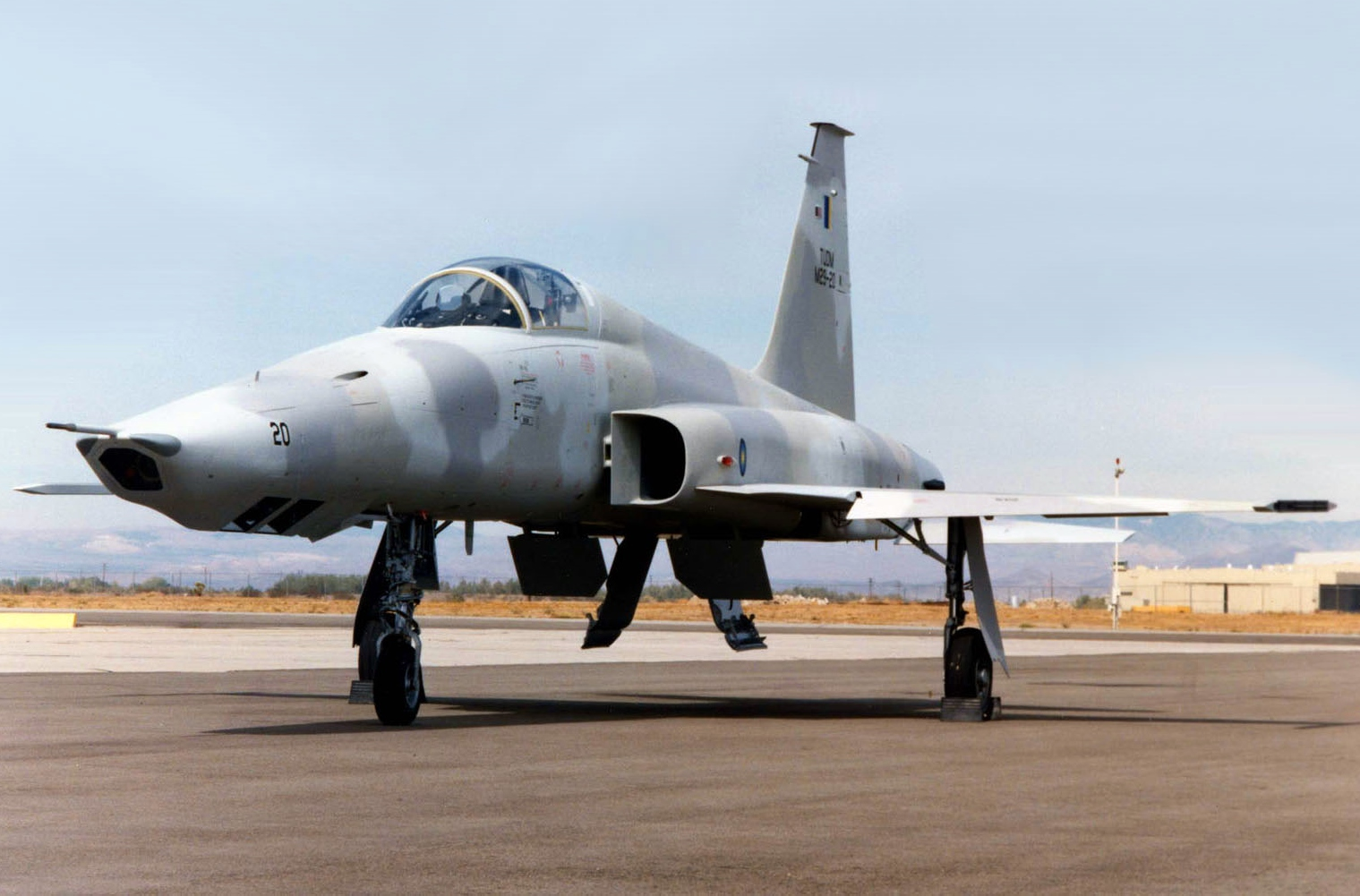
نورثروب آر إف-5إي عين النمر

نورثروب آر إف-5إي عين النمر (بالإنجليزية: Northrop RF-5E Tigereye) طائرة استطلاع أمريكية من إنتاج شركة نورثروب، معدلة من مقاتلة نورثروب إف-5 (بالإنجليزية: Northrop F-5).